# Олимпийцы (DC Comics)
Бо́ги Оли́мпа (англ. Gods of Olympus), или же Олимпи́йцы (англ. Olympians) — вымышленная раса, появляющаяся в комиксах издательства DC Comics. Олимпийцы являются представителями «Старых богов» и основаны на божествах греческой и римской мифологии. Упоминания и появления данных персонажей происходят в основном в комиксах о Чудо-женщине, Шазаме и  Аквамене.

## История
Олимпийцы возникли в результате воздействия энергии Божественной волны, излившейся при создании Четвёртого мира, и пришли к власти в древнем мире после свержения с власти своего отца Кроноса и остальных Титанов. Эта битва ослабила олимпийцев, и Геката поняла, что если рассматривать их как угрозу, они станут целью других богов вселенной. В результате она наложила заклинание, которое заставило любого, кто знал о них, поверить, что они намного моложе их самих и, следовательно, не стоят того, чтобы с ними связываться.
Однако Юксас пришёл на Землю и рассказал истории своих подвигов жителям Рима. Это вызвало столь резкое увеличение поклонения олимпийцам, что, чтобы справиться с этим, они разделились на греческих и римских богов, которые в конечном итоге стали отдельными существами. Слишком поздно олимпийцы поняли, что это было частью давнего плана Юксаса по ослаблению их путем разделения их общей власти.
Некоторые олимпийцы сыграли роль в создании амазонок, которых с тех пор направляют и защищают богини. Сегодня люди им больше не покланяются, но им по-прежнему поклоняются амазонки и атланты.

## Представители
Нынешние члены:
- Двенадцать олимпийцев:
  - Зевс
  - Гера
  - Аид
  - Посейдон
  - Деметра
  - Гестия
  - Афродита
  - Гермес
  - Аполлон
  - Артемида
  - Арес
  - Афина
- Другие представители:
  - Дионис
  - Деймос
  - Фобос
  - Геба
  - Гармония
  - Эрос
  - Геката
  - Геракл
  - Гефест
  - Морфей
  - Персефона
  - Тритон

Бывшие члены:
- Чудо-женщина (Диане, после её смерти, была дарована божественность за преданность богам. Её наградили титулом «Богини истины»)[3]
- Первенец

Полубоги:
- Чудо-женщина
- Чудо-девушка
- Цирцея
- Ясон
- Ахиллес
- Леннокс
- Кассандра
- Персей
- Тесей

## Силы и способности
- Бессмертие: каждый олимпиец никогда не постареет. Их бессмертие гарантируется употреблением амброзии, напитка розового цвета, который также может даровать вечную жизнь смертному[4].
- Межпространственные путешествия: олимпийцы могут путешествовать между Олимпом и Землей или отправлять артефакты между ними[5].
- Телепатия и создание иллюзий: олимпийцы могут мысленно общаться со своими почитателями, передавая свой образ в межпространственном диапазоне, и, возможно, могут делать то же самое с любым другим разумным существом[6].
- Божественный дар: олимпийцы обладают некоторой властью, связанной с их индивидуальной сферой влияния: Зевс, как бог молний, контролирует погоду и молнии; Деметра, как богиня земледелия, полностью контролирует растения.

## Слабости
- Потеря власти: Силы олимпийских богов зависят от веры их последователей. Силы некоторых из них зависят от наличия в мире тех аспектов, которые входят в из сферу влияния: Арес, как бог войны, становится сильнее от войн и конфликтов; Афродита, как богиня любви, становится сильней, когда в мире царит любовь[5].